# Kosmos 2184
Kosmos 2184, ruski vojni navigacijski i komunikacijski satelit iz programa Kosmos. Vrste je Parus.
Lansiran je 15. travnja 1992. godine u 07:17 s kozmodroma Pljesecka, s mjesta 132/1. Lansiran je u nisku orbitu oko planeta Zemlje raketom nosačem Kosmos-3M 11K65M. Orbita mu je 965 km u perigeju i 1015 km u apogeju. Orbitne inklinacije je 82,93°. Spacetrackov kataloški broj je 21937. COSPARova oznaka je 1992-020-A. Zemlju obilazi u 104,90 minuta. Pri lansiranju bio je mase 825 kg. 
Iz misije je ostao još jedan dio koji je ostao kružiti u niskoj orbiti. 

## Vanjske poveznice
- N2YO.com Search Satellite Database (engl.)
- Celes Trak SATCAT Format Documentation (engl.)
- Kunstman  Arhivirana inačica izvorne stranice od 12. kolovoza 2019. (Wayback Machine) Satellites in Orbit (engl.)